# 개인용 보호구
개인용 보호구(영어: Personal protective equipment)는 착용한 사람의 신체를 부상이나 감염으로부터 보호하기 위해 고안된 보호복, 헬멧, 고글, 의류, 장비이다.

## 종류

### 호흡용 보호구
호흡용 보호구는 오염된 공기나 물질을 흡입하는 것으로부터 착용자를 보호한다. N95 마스크 등의 보건용 마스크는 감기, 독감, 바이러스, 황사나 미세먼지로부터 기관지를 보호하는 역할을 한다. 방독면은 전시에 가스를 사용하는 공격을 피하거나 오염된 대기의 정보를 숙지하였을 때 착용하는 보호구이다. 자가공급식 호흡기는 오염된 대기의 정보에 대해서 모르거나 심할 때 착용하는 보호구이다.

### 피부 보호용
피부 보호용구는 접촉 피부염, 피부암 등으로 인해 피부질환을 일으키는 것으로부터 착용자를 보호한다. 그 중 고무장갑은 손을 주로 사용하는 작업에 많이 사용된다. 설거지를 할 때 세제로 인해 손이 미끄럽지 않게 하기 위하는 용도로 쓰이거나, 수술시에 의료진이 위생을 위하여 착용한다.

### 안구 보호용
안구 보호용구는 안구질환을 일으키는 것으로부터 보호한다. 또 타인의 비말을 막기위해 착용하기도 한다. 그 중 안면보호대는 용접시에 매우 높은 온도의 UV라이트가 얼굴이나 눈에 튀는 것을 막는 역할을 한다. 또한, 코로나바이러스감염증-19와 같이 비말로 통해 전파될 수 있는 감염병으로부터 눈을 보호하는 역할을 하여 고글을 대신한다. 3월경에 안면보호대를 착용하기 시작하였으며, 전남대학교병원에서는 직접 안면보호대를 만들어서 사용하고있다. 다른 보호구로는 고글이 있다. 고글은 수영용, 모터사이클용, 스키·스노보드용 등과 군용고글 그리고 감염방지용 고글 등으로 그 종류가 매우 다양하다.

### 청각 보호용
청각 보호용구는 소음공해로부터 청각을 보호한다. 청각 보호용구로는 귀마개가 있다. 귀마개는 여러 소음공해를 차단하는 기능을 한다. 다른 종류로는 귓집이 있는데, 청각을 보호하는 청각보호용과 추울 때 귀가 시리는 것을 방지하는 방한용으로 나뉜다.

### 보호의류
아래는 보호의류의 종류이다.
- 체인톱 안전복 - 헬멧, 안면보호대, 귓집, 가죽바지, 방충장갑, 체인톱 안전장화를 착용한다.
- 양봉 안전복 - 방충보호구 및 방충장갑을 착용한다.
- 다이빙 기어 - 다이빙 헬멧, 다이빙 수트를 착용한다.
- 소방 안전복 - 자가공급식 호흡기, 소방복, 헬멧, 안전장화, 산소통을 착용한다.

### 스포츠 보호구
스포츠 보호구는 스포츠를 하면서 발생할 수 있는 위험요소를 차단하기 위해 만들어진 각종 도구이다. 권투 글러브, 마우스가드는 권투시에 손과 입 그리고 치아를 보호하기 위해서 착용한다. 물안경은 수영시에 눈에 물이 들어가지 않도록 착용한다. 이외에 헬멧, 보호대 등을 착용하여 부상 등을 방지한다.